# François Neuville
François Neuville (* 24. November 1912 in Mons-Crotteux; † 12. April 1986 in Dadizele) war ein belgischer Radrennfahrer.
Neuville war Profi von 1935 bis 1949. Zu seinen bedeutendsten Siegen zählen der Gewinn der 20. Etappe bei der Tour de France 1938 und der Sieg bei der Belgien-Rundfahrt im gleichen Jahr. 1942 fand wegen des Zweiten Weltkrieges keine Tour de France statt, dafür aber eine Frankreich-Rundfahrt (Circuit de France), die ebenfalls von Neuville gewonnen werden konnte.

## Palmarès
1934
Berlare
Waremme
1938
Belgien-Rundfahrt
Hollogne-aux-Pierres
Hologne
20. Etappe der Tour de France:
1942
Frankreich-Rundfahrt
Antheit
1944
Verviers